# Cratoptera primularis
Cratoptera primularis är en fjärilsart som beskrevs av Butler 1881. Cratoptera primularis ingår i släktet Cratoptera och familjen mätare. Inga underarter finns listade i Catalogue of Life.